# Valget til Repræsentanternes Hus i Nordmarianerne 2012
Kongresvalget i Nordmarianerne 2012 vil finde sted den 6. november, 2012 for at vælge den eneste delegerede for territoriet til Repræsentanternes hus. Repræsentanter og ikke-stemmeberettigede delegerede vælges for to år ad gangen.
Den delegerede Gregorio Sablan, fra Demokraterne, har holdt sædet sidens dens etablering ved valget i 2008. Sablan blev genvalgt i 2008 som en af de fire kandidater med 43%, eller 4,896 ud af 11,325 totale afgivne stemmer. Han er den første ikke-stemmeberettigede delegerede til at repræsentere Nordmarianerne i Repræsentanternes Hus i USA.
Sablan lancerede sin genvalgskampagne til en tredje periode den 24. august, 2011.

## Kandidater
- Gregorio Sablan (D), påhvilet delegerede[1]